# روبرت غريني (مخرج)
روبرت غريني (بالإنجليزية: Robert Greene)‏ هو صانع أفلام ومخرج أمريكي، ولد في 25 مايو 1976 في تشارلوت في الولايات المتحدة.

## وصلات خارجية
- روبرت غريني على موقع IMDb (الإنجليزية)
- روبرت غريني على موقع ألو سيني (الفرنسية)
- روبرت غريني على موقع أول موفي (الإنجليزية)
- روبرت غريني على موقع قاعدة بيانات الفيلم (الإنجليزية)
- روبرت غريني على موقع كينوبويسك (الروسية)